# La payasa Cha-U-Kao
La payasa Cha-U-Kao (en francés, Clownesse Cha-U-Kao) es un cuadro del pintor francés Henri de Toulouse-Lautrec, que data de 1895. Pertenece desde 1983 a la colección del Museo de Orsay de París.

## Descripción
Está realizado al óleo sobre cartón. Mide 64 cm de alto y 49 cm de ancho.
Toulouse-Lautrec representa a la payasa en su camerino, con una peluca blanca y un vestido azul, y poniéndose el tutú amarillo. El intenso cromatismo de la pintura (amarillo, morado, rojo, turquesa) da una gran vitalidad a la escena. Hay rasgos estilísticos que recuerdan las estampas japonesas que tuvieron influencia en los pintores de esta época, con muy pocos trazos describe el ambiente, le da un tratamiento plástico y esquemático al busto de la modelo.

## Historia
El mundo del circo fascinó siempre a Toulouse-Lautrec. Lo pintó en los años 1880, y volvió a hacerlo en la década siguiente, con obras como La payasa Cha-U-Kao, que es una variación más de su tema favorito, la representación de las mujeres de la vida nocturna. Se ubica en la madurez de Toulouse-Lautrec y como era típico de su última etapa, la pincelada resulta más pesada, con un empaste más grueso.
Cha-U-Kao era el nombre artístico de la payasa que usó como modelo.. La escena se ubica en el Moulin Rouge de París, cabaré en el que trabajaba Cha-U-Kao y que frecuentaba Toulouse-Lautrec. Se trata de una escena íntima, en la que la payasa no está bajo la mirada del público.
Esta obra, es ejemplo del interés de Toulouse-Lautrec por la destrucción física y la decrepitud humanas, pues Cha-U-Kao había comenzado su vida artística como gimnasta de cuerpo ágil y delgado y terminó como una payasa envejecida y con sobrepeso.
El tema y la técnica recuerdan a Edgar Degas, de quien Toulouse-Lautrec era admirador.